# Swertia patula
Swertia patula är en gentianaväxtart som beskrevs av H. Smith. Swertia patula ingår i släktet Swertia och familjen gentianaväxter. Inga underarter finns listade i Catalogue of Life.